# Madotheca muelleri
Madotheca muelleri là một loài rêu trong họ Porellaceae. Loài này được Gottsche mô tả khoa học đầu tiên năm 1863.